# Parlamento Austríaco
O Parlamento Austríaco (Österreichisches Parlament) é a sede do poder legislativo da República da Áustria, é composto de duas câmaras, o Conselho Nacional (Nationalrat) e o Conselho Federal (Bundesrat).

## Conselho Nacional
O Conselho Nacional é a câmara baixa do parlamento, é composto de 183 membros eleitos para mandatos de 5 anos, utilizando lista mista de representação proporcional, as eleições são divididas em 9 distritos eleitorais, correpondentes aos estados da Áustria.

## Conselho Federal
O Conselho Federal é a Câmara alta do parlamento, é composto de 61 membros eleitos para mandatos entre 4 e 6 anos eleitos por representação proporcional.